# 伍珀塔尔体育俱乐部
乌珀塔尔体育俱乐部（Wuppertaler Sportverein）是德国一支位于伍珀塔尔的足球俱乐部。1929年伍珀塔尔建市之初，新城由艾伯费尔德（Elberfeld,自1883年来的大城市）与巴冕城(自1884年来的大城市）及所辖的城区Cronenberg，Ronsdorf，Vohwinkel与东部的Beyenburg一起建立，彼此都有独立的足球队。伍珀塔尔体育俱乐部于1954年通过TSG Vohwinkel及SSV伍珀塔尔两支球队合并而成，之后还加入了伍珀塔尔普鲁士，形成了如今的新俱乐部。除了足球方面，俱乐部还拥有拳击，体操，手球，和田径等体育部门。

## 荣誉
- 高级联赛（北莱茵区）冠军：1990，1992，2000，2003
- 下莱茵杯赛冠军：1999，2000，2005，2007